# Lonicera micrantha
Lonicera micrantha är en kaprifolväxtart som beskrevs av Ernst Rudolf von Trautvetter och Eduard August von Regel. Lonicera micrantha ingår i släktet tryar, och familjen kaprifolväxter. Inga underarter finns listade i Catalogue of Life.